# STS-125
STS-125 var en flygning i USA:s rymdfärjeprogram med rymdfärjan Atlantis. Den sköts upp från Pad 39A vid Kennedy Space Center i Florida den 11 maj 2009. Efter tretton dagar i omloppsbana runt jorden återinträdde rymdfärjan i jordens atmosfär och landade vid Edwards Air Force Base i Kalifornien.

## Uppdragets mål
Uppdragets mål var att under fem rymdpromenader utföra service på rymdteleskopet Hubble. Atlantis utförde sitt första och rymdfärjornas femte och sista serviceuppdrag till Hubble-teleskopet. Man installerade två nya instrument, reparerade två andra och utförde service och underhåll som gav teleskopet en förväntad livslängd till åtminstone år 2014.
Efter Atlantis besök hos Hubble vidtog kontroller och fininställningar av Hubbles instrument. Nya bilder tagna av Hubble publicerade av NASA den 9 september 2009 och var det slutgiltiga beviset på att STS-125 hade varit en framgång. 

## Aktiviteter

### Innan uppskjutning
Atlantis rullade över till Vehicle Assembly Building från sin hangar den 23 mars där hon förbereddes för start. Den 31 mars rullade Atlantis ut till startplatta 39A.

### Aktiviteter dag för dag

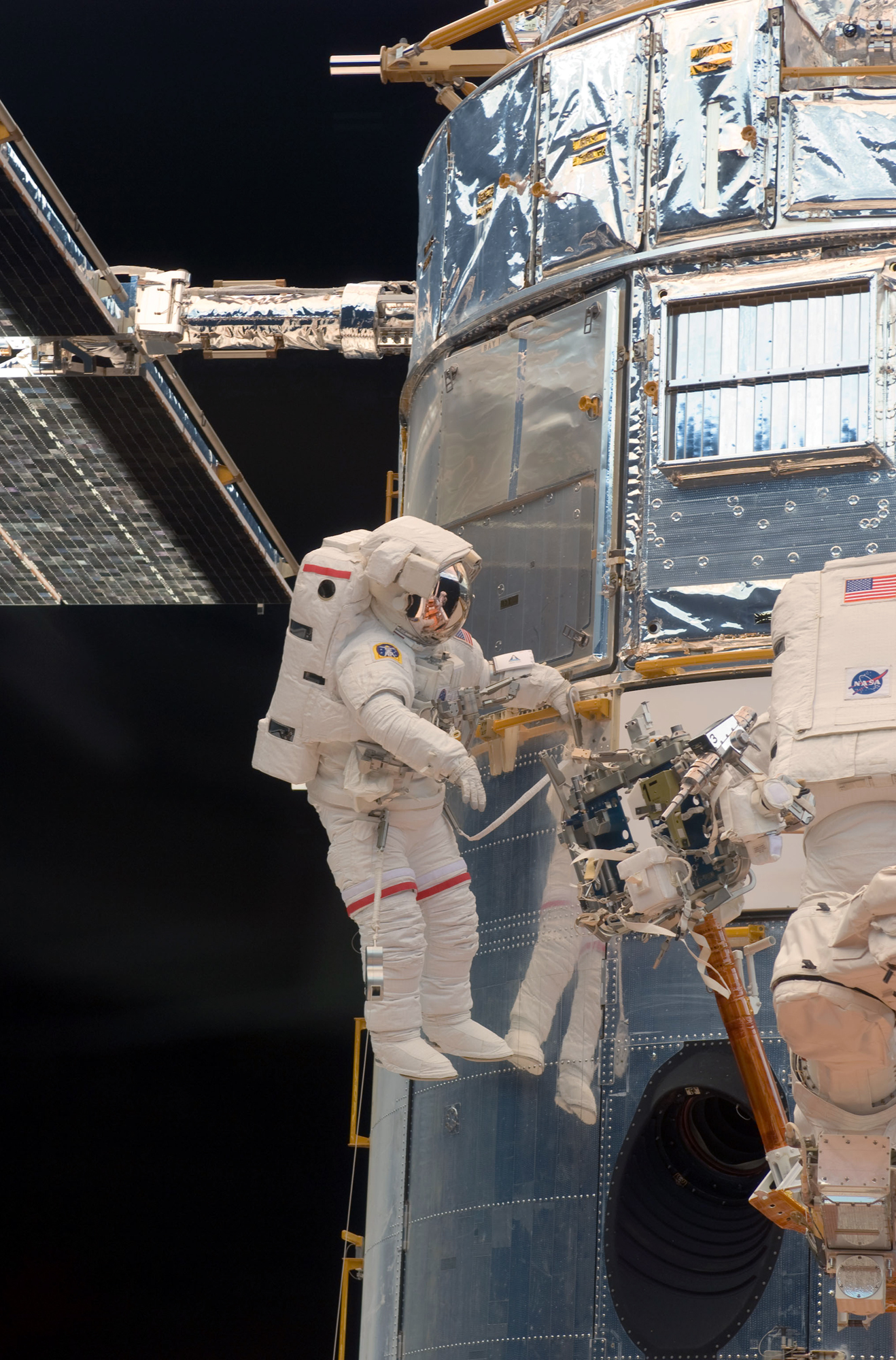
John Grunsfeld under den första rymdpromenaden den 14 maj 2009.

Dag 1: Atlantis lyfte som planerat klockan 20.01 svensk sommartid från Kennedy Space Center. Strax efter start indikerade instrument ombord Atlantis problem med bland annat en vätgastank. Flygkontrollen i Lyndon B. Johnson Space Center rådde omedelbart besättningen att ignorera larmet och fortsätta uppstigningen. Efter att Atlantis nått sin omloppsbana påbörjades kontroll av eventuella skador med hjälp av rymdfärjans robotarm.
Dag 2: Kontroll av eventuella skador, med fokus på värmesköldarna, fortsatte med hjälp av rymdfärjans robotarm. Man fann ett litet område på färjans högra vinge med misstänkt skada. Atlantis sensorer hade även registrerat möjlig skada på detta ställe ungefär 1 minut och 45 sekunder efter start, men man bedömde inte skadan allvarlig. Experter på jorden analyserade bilder på skadan ytterligare.
Dag 3: Klockan 19.14 svensk tid greppade Atlantis Hubble-teleskopet och förde det till sitt lastutrymme med hjälp av sin robotarm. Skadorna på högra vingen bedömdes efter att ytterligare analyser gjorts, inte utgöra något hot mot färjan, besättningen eller kommande landning. Besättningen förberedde den första rymdpromenaden EVA 1.
Dag 4: Den första rymdpromenaden EVA 1 utfördes och sedan förbereddes EVA 2, se avsnitt rymdpromenader nedan.
Dag 5: EVA 2 utfördes och sedan förbereddes EVA 3, se avsnitt rymdpromenader nedan. Kontroll och analys av eventuella skador slutfördes och Atlantis blev godkänd för landning.
Dag 6: EVA 3 utfördes och sedan förbereddes EVA 4, se avsnitt rymdpromenader nedan.
Dag 7: EVA 4 utfördes under åtta timmar och två minuter vilket gjorde den till den dittills sjätte längsta rymdpromenaden i historien. Sedan förbereddes EVA 5, se avsnitt rymdpromenader nedan.
Dag 8: EVA 5 utfördes och därefter förbereddes rymdteleskopets återplacering till sin omloppsbana. 
Dag 9: McArthur lät Atlantis robotarm släppa iväg Hubble klockan 14.57 svensk sommartid och med en kort antändning av motorerna lät pilot Johnson rymdfärjan sakta backa bort från rymdteleskopet. Sedvanliga ytterligare inspektioner av färjans värmeskyddspaneler genomfördes. Efter analys av de senaste väderleksrapporterna gjordes en mindre justering av den planerade tiden för landning. 
Dag 10: Man gav presskonferens, mottog telefonsamtal från president Barack Obama och talade med Expedition 19 på den Internationella rymdstationen via kommunikationssatellit. Besättningen hade sedan resten av dagen ledigt.
Dag 11: Landningen förbereddes. Man tog in antenn, robotarm. 
Dag 12: Man avvaktade med landning på grund av moln och åskväder över Kennedy Space Center.
Dag 13: Sex landningstillfällen avstods på grund av dåligt väder och man började överväga landning i Kalifornien om det dåliga vädret höll i sig.
Dag 14: Atlantis landade klockan 17.39 svensk sommartid på bana 22 på Edwards Air Force Base i Kalifornien efter 197 varv runt jorden. Atlantis avslutade därmed STS-125 och sitt trettionde uppdrag till rymden.

### Rymdpromenader

#### EVA 1
Astronauterna bytte ut en kamera kallad Wide Field and Planetary Camera 2 (WFPC2) mot en ny  Wide Field Camera 3 (WFC3) samt en anordning för data och styrning av teleskopets instrument Science Instrument Command and Data Handling Unit, De smorde tre dörrar med olja och installerade en anordning att gripa tag i, för att ta Hubble ur sin omloppsbana när den en gång skall tas ur drift. Grunsfeld och Feustel utförde rymdpromenaden som varade i sju timmar och tjugo minuter.

#### EVA 2
Astronauterna bytte ut tre gyroskop och det första av två batterier. Massimino och Good utförde rymdpromenaden som varade i sju timmar och femtiosex minuter.

#### EVA 3
Grunsfeld och Feustel bytte ut COSTAR mot Cosmic Origins Spectrograph som är en anordning för att korrigera sfärisk aberration hos Advanced Camera for Surveys som är ett Hubble-instrument för avlägsna objekt. COSTAR hade installerats under det allra första serviceuppdraget till Hubble, STS-61 1993. Man bytte även elektronik i Advanced Camera for Surveys. Rymdpromenaden varade i sex timmar och trettiosex minuter.

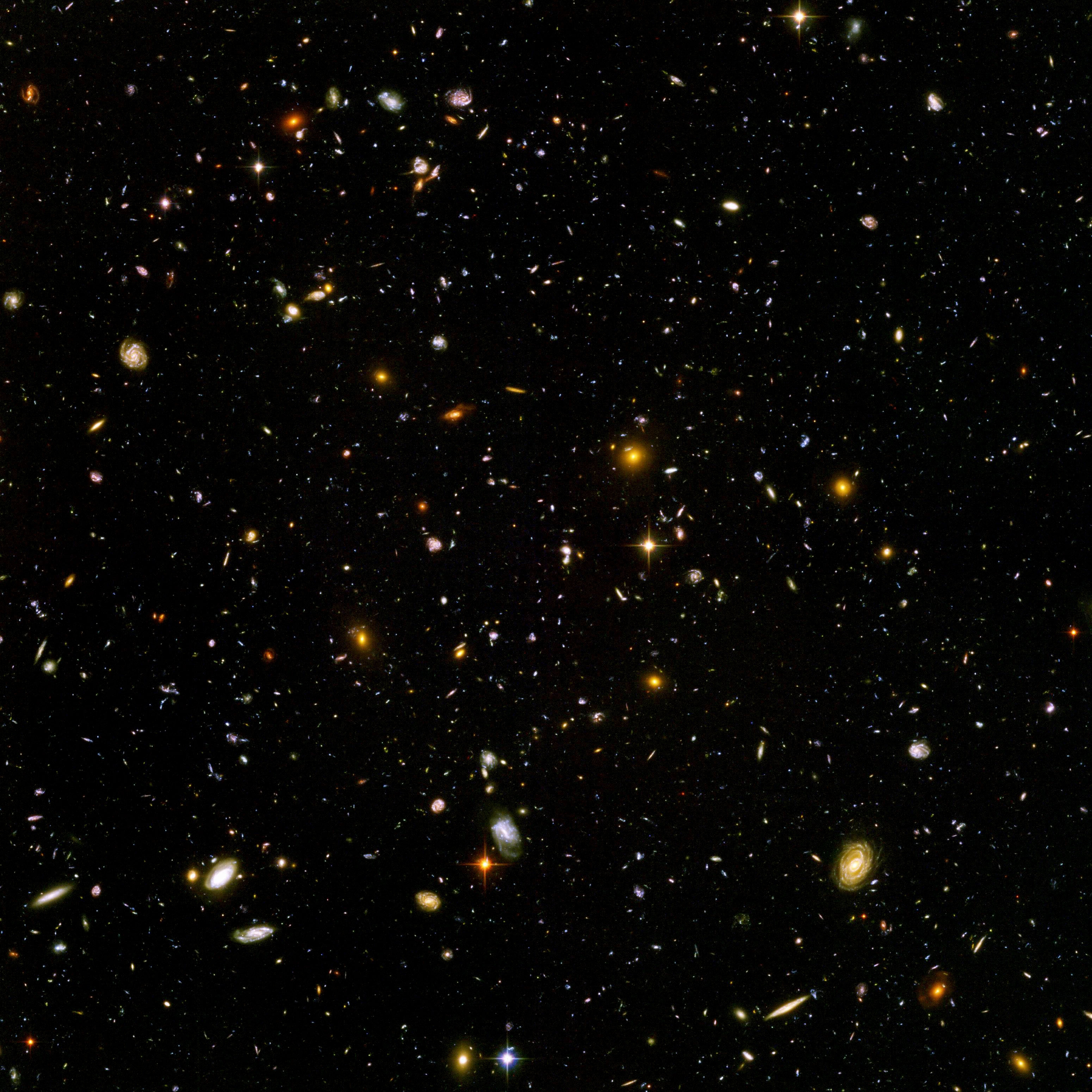
Om man riktar ett mycket kraftfullt teleskop mot ett till synes stjärnfritt och tomt område på himlen får man en bild som denna av Rymdteleskopet Hubble. Bilden, kallad Hubble ultra deep field, visar mängder med galaxer av alla sorter, många lika stora eller större än Vintergatan.

#### EVA 4
Astronauterna bytte elektronik till instrumentet Space Telescope Imaging Spectrograph (STIS). Problem med att ta bort en ledstång samt ett krånglande verktyg gjorde att promenaden blev den sjätte längsta i historien dittills. Massimino och Good utförde rymdpromenaden som varade i åtta timmar och två minuter.

#### EVA 5
Uppdragets femte promenad blev den totalt tjugotredje och sista servicen för Hubble. Astronauterna bytte det sista av de två batterierna, installerade en anordning Fine Guidance Sensor avsett för att med hög precision kunna rikta teleskopet, bytte tre skyddande filtar och till sist monterade ett skydd för en av Hubbles antenner. Grunsfeld och Feustel utförde rymdpromenaden som varade i sju timmar och två minuter

## Besättning
- USA Scott Altman befälhavare. Tidigare rymdresor STS-90, STS-106, STS-109
- USA Gregory C. Johnson pilot. Inga tidigare rymdresor.
- USA John M. Grunsfeld uppdragsspecialist. Tidigare rymdresor STS-67, STS-81, STS-103, STS-109
- USA Michael J. Massimino uppdragsspecialist. Tidigare rymdresor STS-109
- USA Andrew J. Feustel uppdragsspecialist. Inga tidigare rymdresor.
- USA Michael T. Good uppdragsspecialist. Inga tidigare rymdresor.
- USA K. Megan McArthur uppdragsspecialist. Inga tidigare rymdresor.

## Väckningar
Under Geminiprogrammet började NASA spela musik för besättningar och sedan Apollo 15 har man varje "morgon" väckt besättningen med ett särskilt musikstycke, särskilt utvalt antingen för en enskild astronaut eller för de förhållanden som råder.
| Dag | Låt                                                             | Artist/Kompositör  | Spelad för        | Länk    |
| --- | --------------------------------------------------------------- | ------------------ | ----------------- | ------- |
| 2 | "Kryptonite"                                                    | 3 Doors Down       | Gregory Johnson   | wav mp3 |
| 3 | "Upside Down"                                                   | Jack Johnson       | Megan McArthur    | wav mp3 |
| 4 | "Stickshifts and Safetybelts"                                   | CAKE               | Andrew Feustel    | wav mp3 |
| 5 | "God of Wonders"                                                | Third Day          | Michael Good      | wav mp3 |
| 6 | "Hotel Cepollina" (parodi på Hotel California)                  | Fuzzbox Piranha    | John Grunsfeld    | wav mp3 |
| 7 | "New York State of Mind"                                        | Billy Joel         | Michael Massimino | wav mp3 |
| 8 | "Sound of Your Voice"                                           | Barenaked Ladies   | Scott Altman      | wav mp3 |
| 9 | "Lie in Our Graves"                                             | Dave Matthews Band | McArthur          | wav mp3 |
| 10 | "Tema från Star Trek"                                           | Alexander Courage  | hela besättningen | wav mp3 |
| 11 | "Cantina Band"                                                  | John Williams      | hela besättningen | wav mp3 |
| 12 | "Galaxy Song" (från filmen Monty Python's The Meaning of Life)  |                    | hela besättningen | wav mp3 |
| 13 | "Where My Heart Will Take Me" (Tema från Star Trek: Enterprise) | Russell Watson     | hela besättningen | wav mp3 |
| 14 | "Ride of the Valkyries"                                         | Richard Wagner     | hela besättningen | wav mp3 |
| Efter flygningens sista väckning hade spelats för besättningen, spelade Atlantis besättningen "Take Me Home" av Phil Collins för "Mission Control Orbit Three team" som tack för deras arbete under flygningen. |                                                                 |                    |                   |         |

## Galleri
- Video som visar starten.

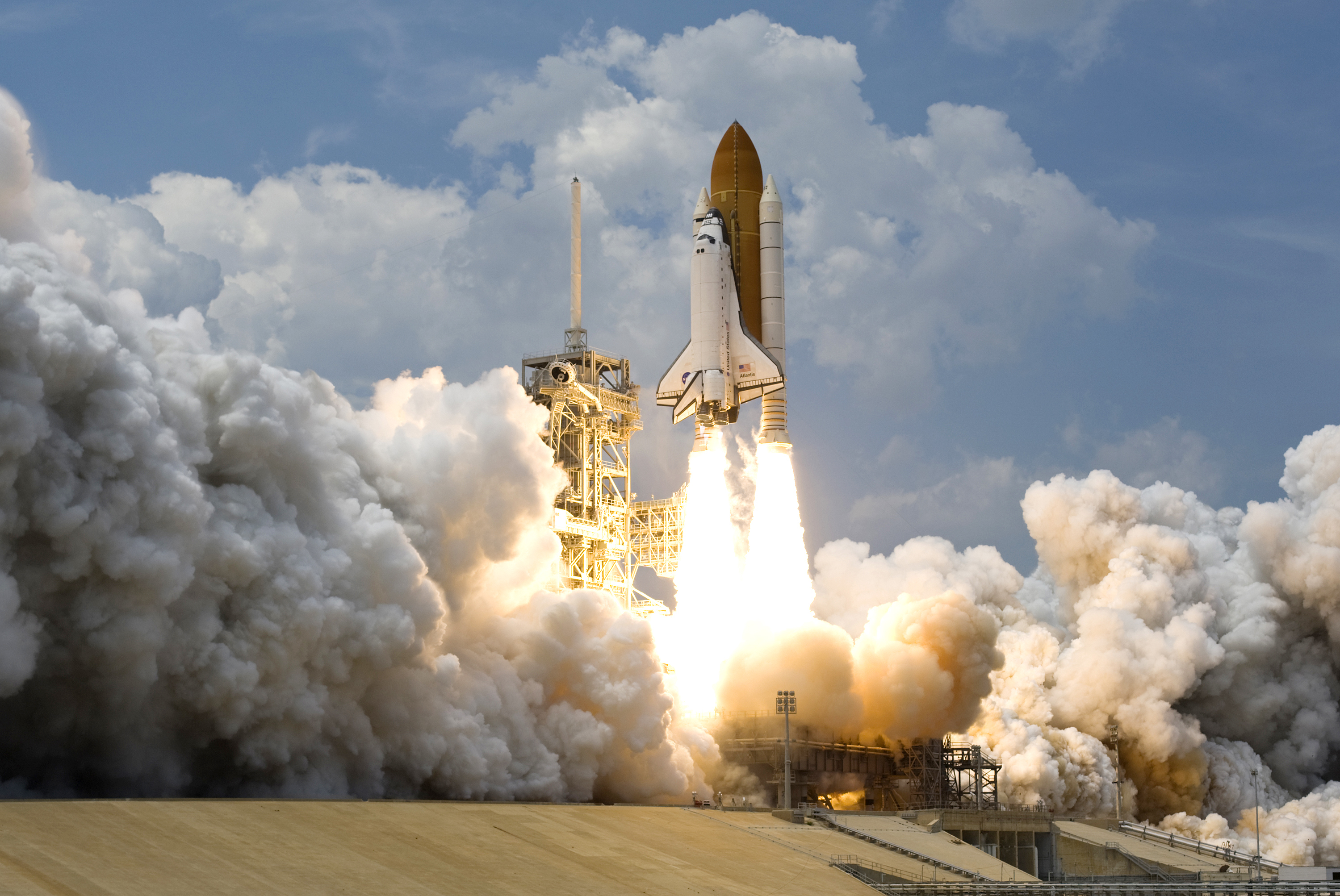
Atlantis startar den 11 maj 2009
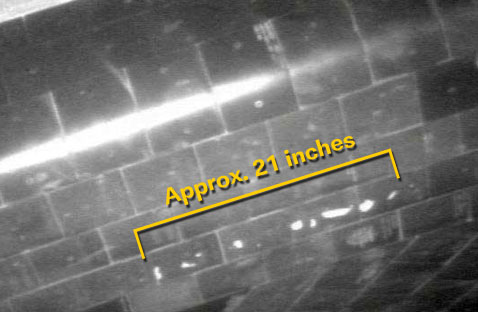
Bild som visar skadan på Atlantis vinge efter starten
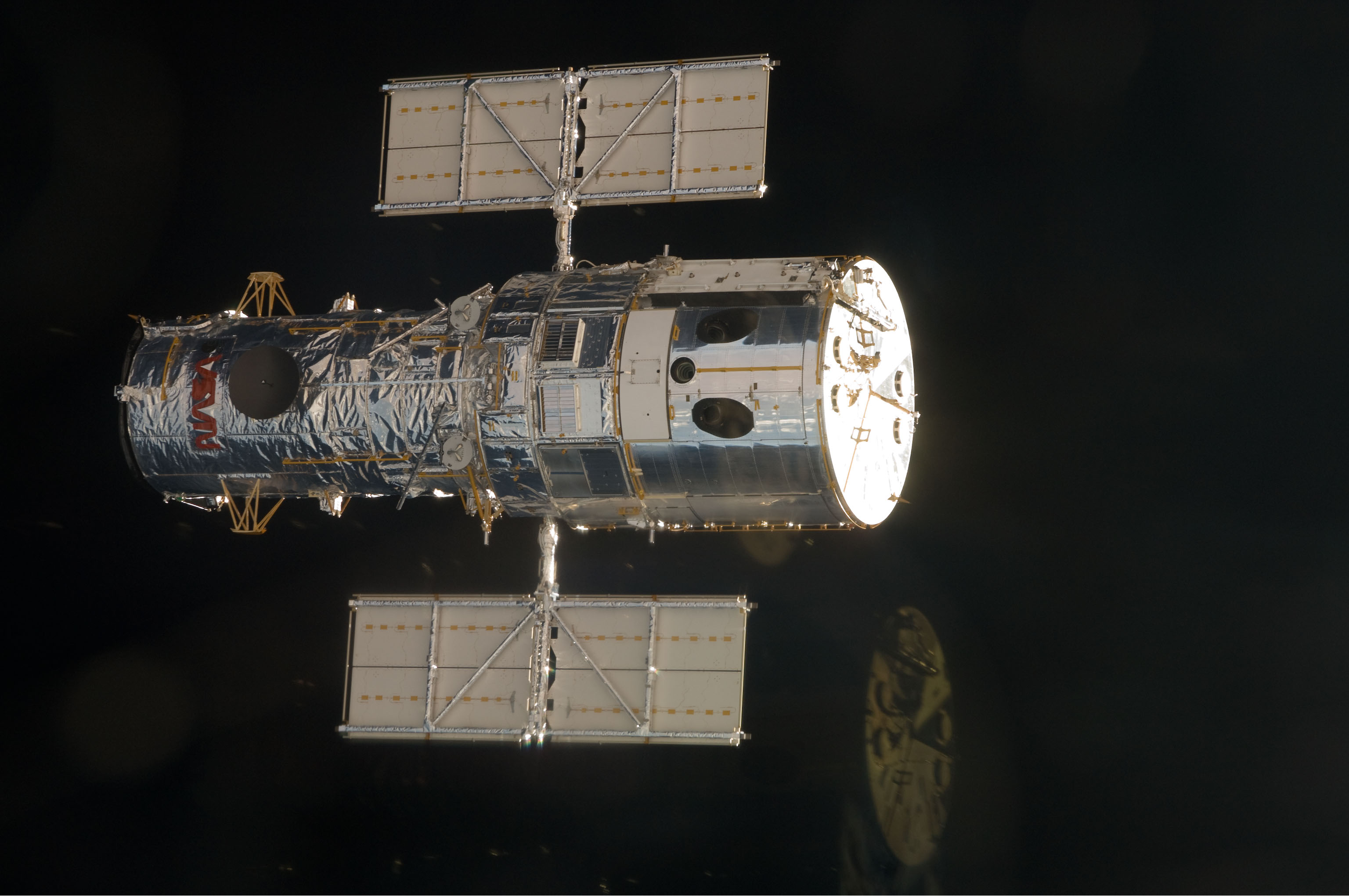
Hubble den 13 maj fotograferad av STS-125
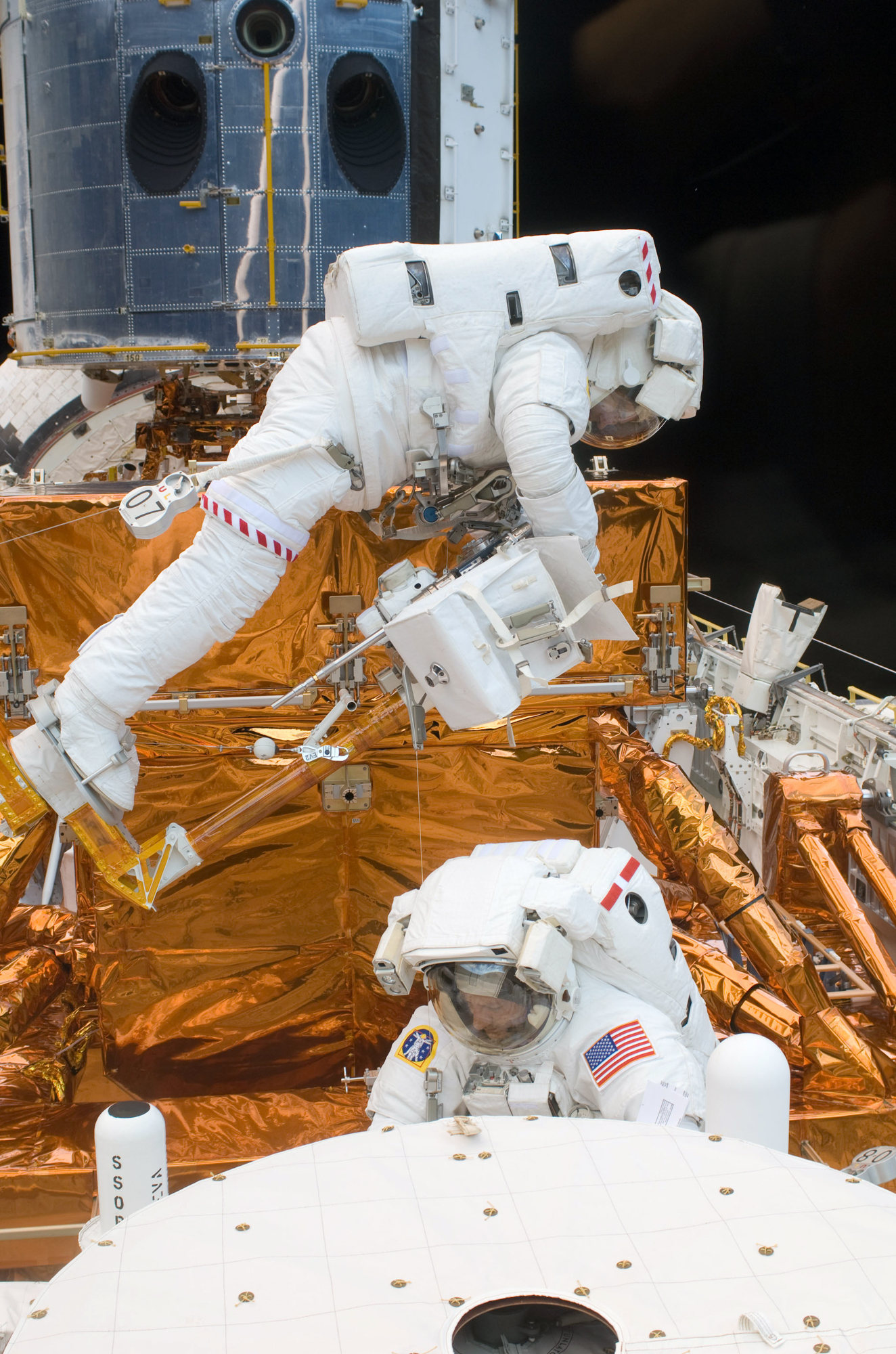
Astronauterna Good (överst i bild) och Massimino under EVA 2 den 15 maj 2009
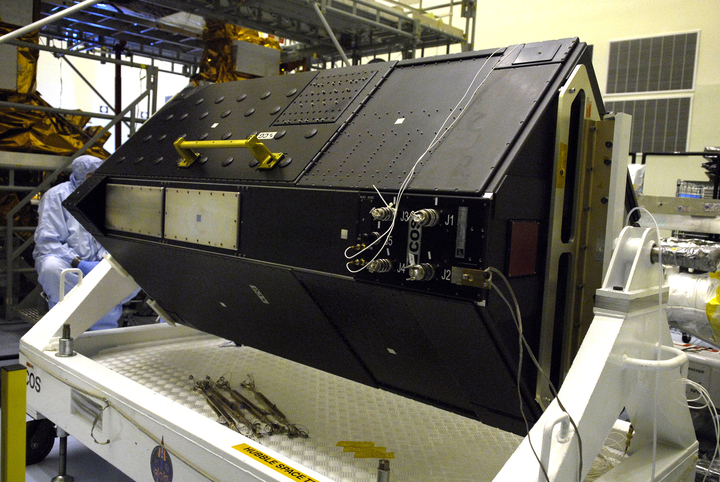
Cosmic Origins Spectrograph som installerades av STS-125
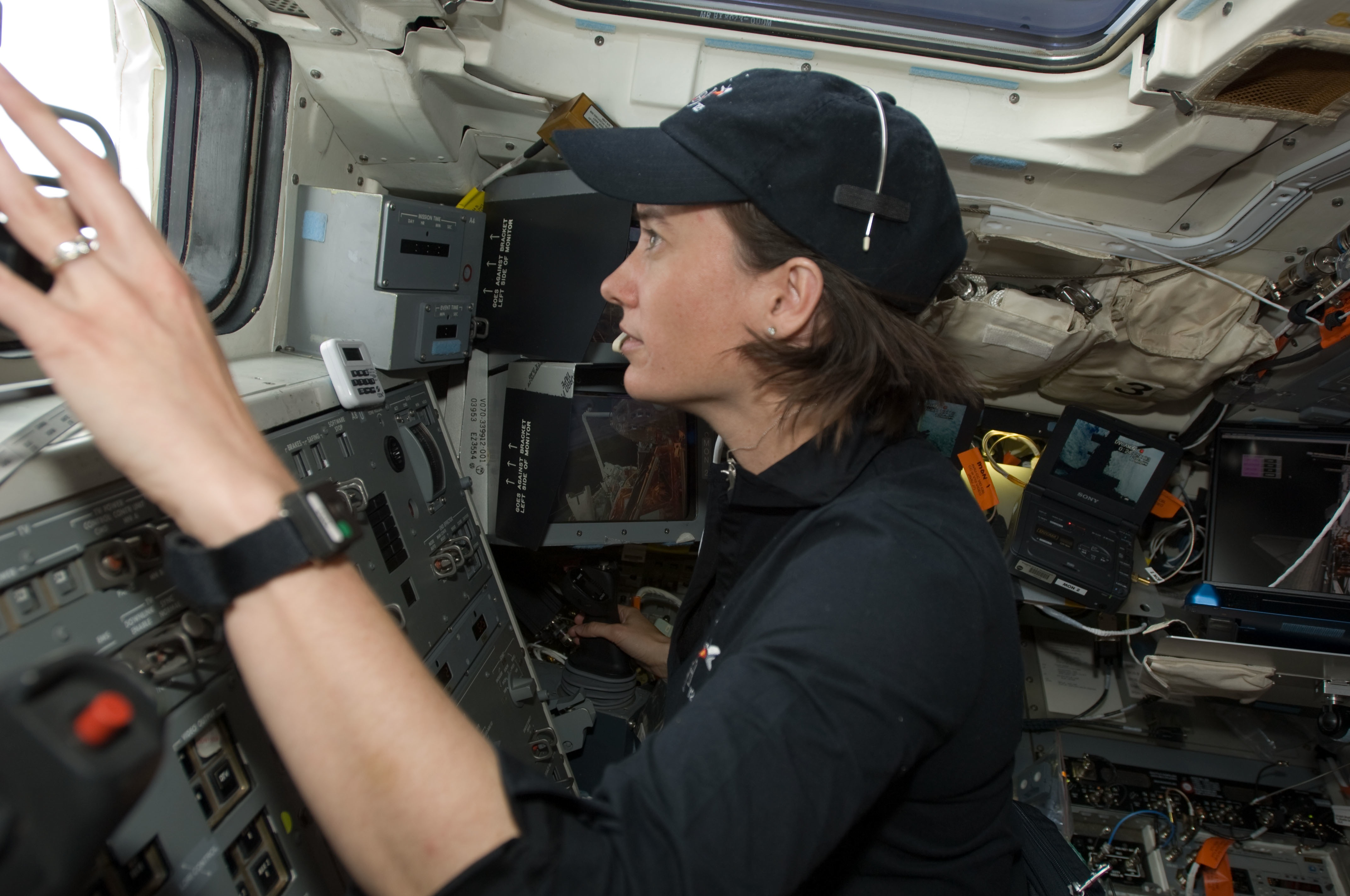
Megan McArthur vid kontrollerna av Atlantis robotarm den 18 maj 2009
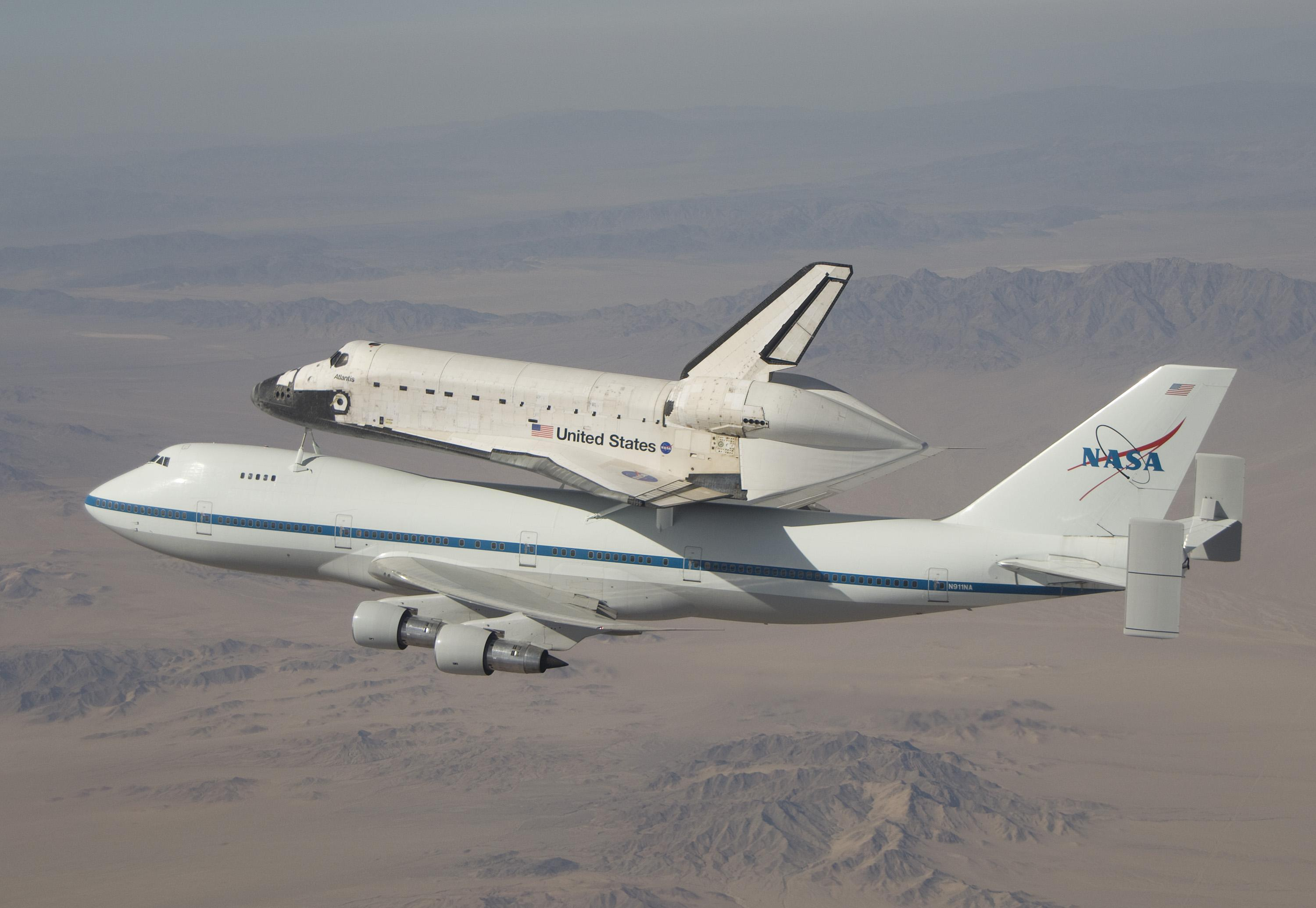
Atlantis transporteras från Edwards Air Force Base till Kennedy Space Center den 1 juni 2009

## STS-400

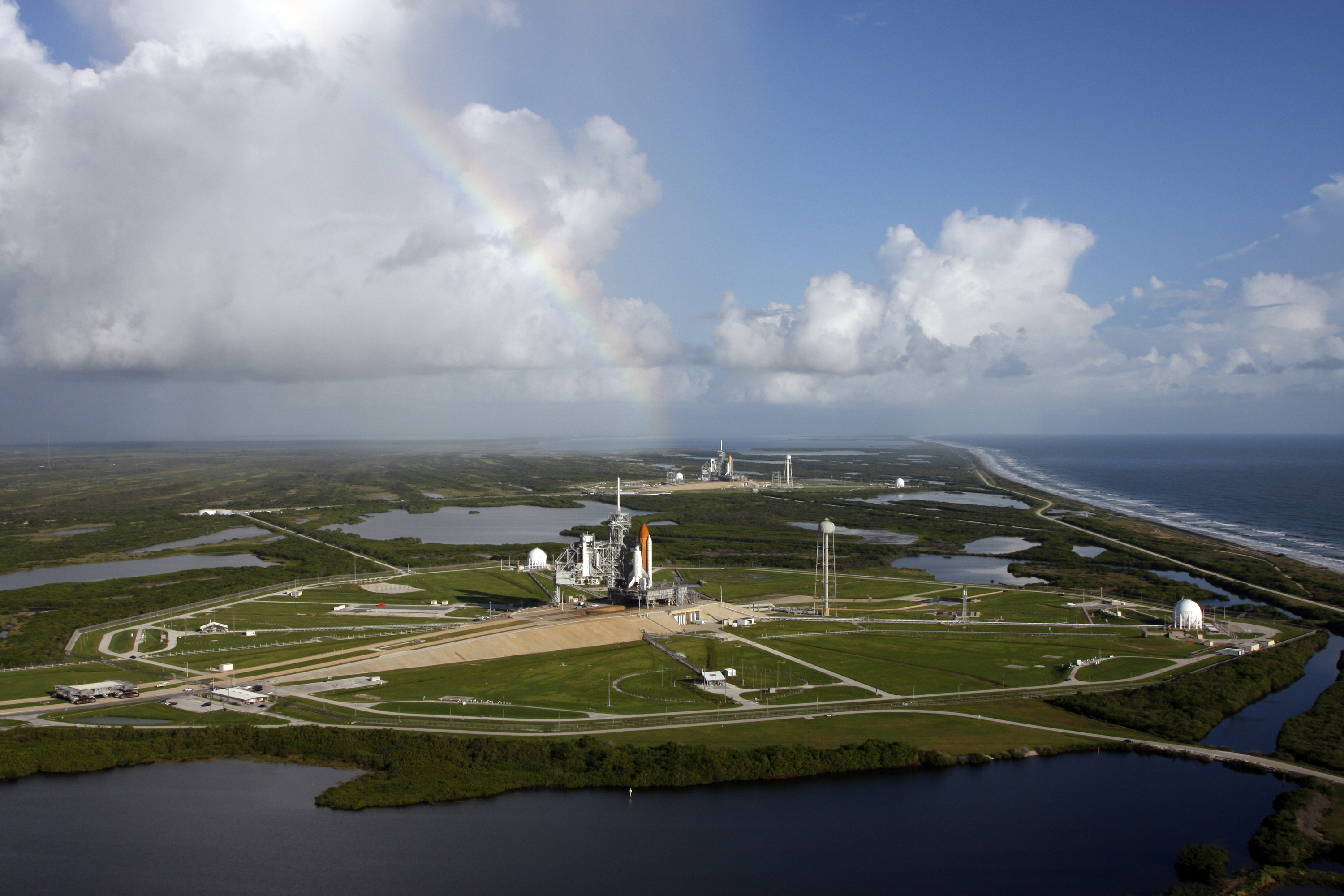
Atlantis redo på startplatta 39A i förgrunden. Endeavour på startplatta 39B i bakgrunden.

STS-400 (Launch on need-400) var ett räddningsuppdrag med Endeavour ifall Atlantis inte kunde återvända. Besättningen på detta uppdrag var personer ur STS-126. Efter Atlantis landat rullades Endeavour över från startplatta 39B till 39A för att förberedas för sitt uppdrag STS-127.